# Robert S. Murphy
Robert S. Murphy (* 18. Oktober 1861 in Louisville, St. Lawrence County, New York; † 24. Juni 1912) war ein US-amerikanischer Politiker. Zwischen 1907 und 1911 war er Vizegouverneur des Bundesstaates Pennsylvania.

## Werdegang
Robert Murphy wurde in Louisville im Staat New York geboren und wuchs in Portland (Maine) auf. Später absolvierte er das Hedding College in Illinois. Seit 1880 lebte er in Johnstown (Pennsylvania). Nach einem Jurastudium und seiner 1881 erfolgten Zulassung als Rechtsanwalt begann er in diesem Beruf zu arbeiten. Zwischen 1892 und 1898 war er Bezirksstaatsanwalt im Cambria County.
Politisch war Murphy Mitglied der Republikanischen Partei. In den Jahren 1900 und 1908 nahm er als Delegierter an den jeweiligen Republican National Conventions teil, auf denen Theodore Roosevelt sowie später William Howard Taft als Präsidentschaftskandidaten nominiert wurden. Auf Staatsebene spielte Murphy eine wichtige Rolle innerhalb seiner Partei. 1906 wurde er an der Seite von Edwin Sydney Stuart zum Vizegouverneur von Pennsylvania gewählt. Dieses Amt bekleidete er zwischen 1907 und 1911. Dabei war er Stellvertreter des Gouverneurs und Vorsitzender des Staatssenats. Er starb am 24. Juni 1912.